# قائمة قرارات مجلس الأمن التابع للأمم المتحدة لعام 2005
تتضمن قائمة قرارات مجلس الأمن التابع للأمم المتحدة لعام 2005 جميع القرارات الصادرة عن مجلس الأمن التابع للأمم المتحدة خلال العام 2005.

## القائمة
| رقم القرار | الرمز            | نص القرار                         | موضوع القرار                                                                                         |
| ---------- | ---------------- | --------------------------------- | --- |
| 1581       | S/RES/1581(2005) | نص الوثيقة على موقع الأمم المتحدة | قضاة المحكمة الدولية                                                                                 |
| 1582       | S/RES/1582(2005) | نص الوثيقة على موقع الأمم المتحدة | بعثة مراقبي الأمم المتحدة في جورجيا                                                                  |
| 1583       | S/RES/1583(2005) | نص الوثيقة على موقع الأمم المتحدة | قوة الأمم المتحدة المؤقتة في لبنان                                                                   |
| 1584       | S/RES/1584(2005) | نص الوثيقة على موقع الأمم المتحدة | كوت ديفوار                                                                                           |
| 1585       | S/RES/1585(2005) | نص الوثيقة على موقع الأمم المتحدة | تمديد ولاية بعثة الأمم المتحدة المتقدمة في السودان                                                   |
| 1586       | S/RES/1586(2005) | نص الوثيقة على موقع الأمم المتحدة | الحالة بين إثيوبيا وإريتريا                                                                          |
| 1587       | S/RES/1587(2005) | نص الوثيقة على موقع الأمم المتحدة | الحالة في الصومال                                                                                    |
| 1588       | S/RES/1588(2005) | نص الوثيقة على موقع الأمم المتحدة | الحالة في السودان                                                                                    |
| 1589       | S/RES/1589(2005) | نص الوثيقة على موقع الأمم المتحدة | أفغانستان                                                                                            |
| 1590       | S/RES/1590(2005) | نص الوثيقة على موقع الأمم المتحدة | الحالة في السودان                                                                                    |
| 1591       | S/RES/1591(2005) | نص الوثيقة على موقع الأمم المتحدة | الحالة في السودان                                                                                    |
| 1592       | S/RES/1592(2005) | نص الوثيقة على موقع الأمم المتحدة | جمهورية الكونغو الديمقراطية                                                                          |
| 1593       | S/RES/1593(2005) | نص الوثيقة على موقع الأمم المتحدة | الحالة في السودان                                                                                    |
| 1594       | S/RES/1594(2005) | نص الوثيقة على موقع الأمم المتحدة | كوت ديفوار                                                                                           |
| 1595       | S/RES/1595(2005) | نص الوثيقة على موقع الأمم المتحدة | لبنان - لجنة التحقيق الدولية المستقلة التابعة للأمم المتحدة                                          |
| 1596       | S/RES/1596(2005) | نص الوثيقة على موقع الأمم المتحدة | جمهورية الكونغو الديمقراطية                                                                          |
| 1597       | S/RES/1597(2005) | نص الوثيقة على موقع الأمم المتحدة | المحكمة الدولية ليوغوسلافيا السابقة                                                                  |
| 1598       | S/RES/1598(2005) | نص الوثيقة على موقع الأمم المتحدة | الصحراء الغربية                                                                                      |
| 1599       | S/RES/1599(2005) | نص الوثيقة على موقع الأمم المتحدة | الحالة في تيمور الشرقية                                                                              |
| 1600       | S/RES/1600(2005) | نص الوثيقة على موقع الأمم المتحدة | الحالة في كوت ديفوار                                                                                 |
| 1601       | S/RES/1601(2005) | نص الوثيقة على موقع الأمم المتحدة | الحالة في هايتي                                                                                      |
| 1602       | S/RES/1602(2005) | نص الوثيقة على موقع الأمم المتحدة | سيادة بوروندي                                                                                        |
| 1603       | S/RES/1603(2005) | نص الوثيقة على موقع الأمم المتحدة | الحالة في كوت ديفوار                                                                                 |
| 1604       | S/RES/1604(2005) | نص الوثيقة على موقع الأمم المتحدة | الحالة في قبرص                                                                                       |
| 1605       | S/RES/1605(2005) | نص الوثيقة على موقع الأمم المتحدة | الحالة في الشرق الأوسط                                                                               |
| 1606       | S/RES/1606(2005) | نص الوثيقة على موقع الأمم المتحدة | بوروندي                                                                                              |
| 1607       | S/RES/1607(2005) | نص الوثيقة على موقع الأمم المتحدة | الحالة في ليبريا وغرب أفريقيا                                                                        |
| 1608       | S/RES/1608(2005) | نص الوثيقة على موقع الأمم المتحدة | هايتي                                                                                                |
| 1609       | S/RES/1609(2005) | نص الوثيقة على موقع الأمم المتحدة | الحالة في كوت ديفوار                                                                                 |
| 1610       | S/RES/1610(2005) | نص الوثيقة على موقع الأمم المتحدة | الحالة في سيراليون                                                                                   |
| 1611       | S/RES/1611(2005) | نص الوثيقة على موقع الأمم المتحدة | مكافحة الأخطار التي تتهدد السلام والأمن الدوليين جراء الأعمال الإرهابية                              |
| 1612       | S/RES/1612(2005) | نص الوثيقة على موقع الأمم المتحدة | حماية الأطفال المتضررين من الصراعات المسلحة                                                          |
| 1613       | S/RES/1613(2005) | نص الوثيقة على موقع الأمم المتحدة | الترشيحات لشغل وظائف القضاة المخصصين في المحكمة الدولية ليوغوسلافيا السابقة التي تلقاها الأمين العام |
| 1614       | S/RES/1614(2005) | نص الوثيقة على موقع الأمم المتحدة | الحالة في لبنان                                                                                      |
| 1615       | S/RES/1615(2005) | نص الوثيقة على موقع الأمم المتحدة | الحالة في أبخازيا، جورجيا                                                                            |
| 1616       | S/RES/1616(2005) | نص الوثيقة على موقع الأمم المتحدة | الحالة في جمهورية الكونغو الديمقراطية                                                                |
| 1617       | S/RES/1617(2005) | نص الوثيقة على موقع الأمم المتحدة | مكافحة الأخطار المحدقة بالسلم والأمن الدوليين والناجمة عن الأعمال الإرهابية                          |
| 1618       | S/RES/1618(2005) | نص الوثيقة على موقع الأمم المتحدة | الأخطار التي تهدد السلام والأمن الدوليين من جراء الأعمال الإرهابية                                   |
| 1619       | S/RES/1619(2005) | نص الوثيقة على موقع الأمم المتحدة | العراق                                                                                               |
| 1620       | S/RES/1620(2005) | نص الوثيقة على موقع الأمم المتحدة | الحالة في سيراليون                                                                                   |
| 1621       | S/RES/1621(2005) | نص الوثيقة على موقع الأمم المتحدة | الحالة في جمهورية الكونغو الديمقراطية                                                                |
| 1622       | S/RES/1622(2005) | نص الوثيقة على موقع الأمم المتحدة | الحالة بين إثيوبيا وإريتريا                                                                          |
| 1623       | S/RES/1623(2005) | نص الوثيقة على موقع الأمم المتحدة | الحالة في أفغانستان                                                                                  |
| 1624       | S/RES/1624(2005) | نص الوثيقة على موقع الأمم المتحدة | الأخطار المحدقة بالأمن والسلام الدوليين من جراء أعمال الإرهاب                                        |
| 1625       | S/RES/1625(2005) | نص الوثيقة على موقع الأمم المتحدة | تعزيز فعالية دور مجلس الأمن في منع نشوب النـزاعات المسلحة، لا سيما في أفريقيا                        |
| 1626       | S/RES/1626(2005) | نص الوثيقة على موقع الأمم المتحدة | ليبريا                                                                                               |
| 1627       | S/RES/1627(2005) | نص الوثيقة على موقع الأمم المتحدة | السودان                                                                                              |
| 1628       | S/RES/1628(2005) | نص الوثيقة على موقع الأمم المتحدة | جمهورية الكونغو الديمقراطية                                                                          |
| 1629       | S/RES/1629(2005) | نص الوثيقة على موقع الأمم المتحدة | المحكمة الدولية ليوغوسلافيا السابقة                                                                  |
| 1630       | S/RES/1630(2005) | نص الوثيقة على موقع الأمم المتحدة | الصومال                                                                                              |
| 1631       | S/RES/1631(2005) | نص الوثيقة على موقع الأمم المتحدة | مجلس الأمن والمنظمات الإقليمية: مواجهة التحديات الجديدة للسلام والأمن الدوليين                       |
| 1632       | S/RES/1632(2005) | نص الوثيقة على موقع الأمم المتحدة | الحالة في كوت ديفوار                                                                                 |
| 1633       | S/RES/1633(2005) | نص الوثيقة على موقع الأمم المتحدة | الحالة في كوت ديفوار                                                                                 |
| 1634       | S/RES/1634(2005) | نص الوثيقة على موقع الأمم المتحدة | الصحراء الغربية                                                                                      |
| 1635       | S/RES/1635(2005) | نص الوثيقة على موقع الأمم المتحدة | جمهورية الكونغو الديمقراطية                                                                          |
| 1636       | S/RES/1636(2005) | نص الوثيقة على موقع الأمم المتحدة | لجنة التحقيق الدولية المستقلة - لبنان                                                                |
| 1637       | S/RES/1637(2005) | نص الوثيقة على موقع الأمم المتحدة | العراق                                                                                               |
| 1638       | S/RES/1638(2005) | نص الوثيقة على موقع الأمم المتحدة | ليبريا                                                                                               |
| 1639       | S/RES/1639(2005) | نص الوثيقة على موقع الأمم المتحدة | البوسنة والهرسك                                                                                      |
| 1640       | S/RES/1640(2005) | نص الوثيقة على موقع الأمم المتحدة | إثيوبيا وإريتريا                                                                                     |
| 1641       | S/RES/1641(2005) | نص الوثيقة على موقع الأمم المتحدة | بوروندي                                                                                              |
| 1642       | S/RES/1642(2005) | نص الوثيقة على موقع الأمم المتحدة | قبرص                                                                                                 |
| 1643       | S/RES/1643(2005) | نص الوثيقة على موقع الأمم المتحدة | كوت ديفوار                                                                                           |
| 1644       | S/RES/1644(2005) | نص الوثيقة على موقع الأمم المتحدة | الشرق الأوسط                                                                                         |
| 1645       | S/RES/1645(2005) | نص الوثيقة على موقع الأمم المتحدة | إنشاء لجنة بناء السلام                                                                               |
| 1646       | S/RES/1646(2005) | نص الوثيقة على موقع الأمم المتحدة | اللجنة التنظيمية للجنة بناء السلام                                                                   |
| 1647       | S/RES/1647(2005) | نص الوثيقة على موقع الأمم المتحدة | ليبيريا                                                                                              |
| 1648       | S/RES/1648(2005) | نص الوثيقة على موقع الأمم المتحدة | عن قوة الأمم المتحدة لمراقبة فض الاشتباك                                                             |
| 1649       | S/RES/1649(2005) | نص الوثيقة على موقع الأمم المتحدة | جمهورية الكونغو الديمقراطية                                                                          |
| 1650       | S/RES/1650(2005) | نص الوثيقة على موقع الأمم المتحدة | بوروندي                                                                                              |
| 1651       | S/RES/1651(2005) | نص الوثيقة على موقع الأمم المتحدة | السودان                                                                                              |

## المرجع
1. ↑  "قرارات مجلس الأمن". الأمم المتحدة. مؤرشف من الأصل في 2018-08-06. اطلع عليه بتاريخ 22 شباط / فبراير 2017. {{استشهاد ويب}}: تحقق من التاريخ في: |تاريخ الوصول= (مساعدة)